# Diecai
Diecai (chinesisch 叠彩区, Pinyin Diécǎi Qū; Zhuang Dezcaij Gih) ist ein chinesischer Stadtbezirk in dem Autonomen Gebiet Guangxi der Zhuang. Er gehört zum Verwaltungsgebiet der bezirksfreien Stadt Guilin. Diecai hat eine Fläche von 51,94 km² und zählt 189.300 Einwohner (Stand: 2018).
Er befindet sich nördlich des Zentrums von Guilin. Auf Gemeindeebene setzt sich der Stadtbezirk aus zwei Straßenvierteln und einer Gemeinde zusammen.